# Вертоградов, Андрей Аркадьевич
Андрей Аркадьевич Вертоградов (3 апреля 1946, Москва — 31 мая 2009, там же) — актёр театра и кино, также артист эстрадного жанра, исполнитель песен и музыкальных пародий. Заслуженный артист Российской Федерации (1992).

## Биография
Учился на переводческом факультете института иностранных языков (1963—1965).
В 1969 году окончил Всесоюзный государственный институт кинематографии (мастерская Б. Бибикова и О. Пыжовой).
В 1963—1965 — певец Мосэстрады, с 1969 — актёр Театра-студии киноактёра. С огромным успехом выступал в концертах с музыкальными пародиями на популярных артистов и музыкантов — Муслима Магомаева , Бориса Штоколова, Яна Френкеля , Вахтанга Кикабидзе, Микаэла Таривердиева, Владимира Шаинского и др.

На третьем курсе ВГИКа у него начались проблемы с позвоночником, было плохо с ногами. Часто лежал в больнице. Кто-то из преподавателей ему посоветовал: «Вам надо на экономический. В кино ничего не светит, вы инвалид». Вертоградов ответил: «Я как был, так и останусь артистом. Я вам докажу». И закончил ВГИК с отличием. Диплом ему вручала та самая женщина, которая назвала его инвалидом.

Последние годы актёр проживал на верхнем этаже в пятиэтажном доме без лифта, и ему с больным позвоночником крайне тяжело было даже выходить из дома на прогулку, тем не менее приходилось самому ходить в магазины и аптеку, он жил с больной женой Еленой. О смерти некогда популярного артиста оповестило только одно издание.
Скончался 31 мая 2009 года в Москве. Похоронен на Введенском кладбище (11 уч.).

## Фильмография
- 1967 — Журналист — переводчик
- 1969 — Далеко на западе — лейтенант Жервиль
- 1969 — Красная палатка — радист «Читта́ ди Мила́но»
- 1970 — Крушение империи — Геннадий
- 1970 — Судьба резидента — Владимир Борков
- 1971 — Умеете ли вы жить? — Александр Донченко, пианист
- 1972 — Земля, до востребования — Баронтини
- 1973 — Был настоящим трубачом — брат Икара
- 1973 — Друзья мои — Сергей Николаевич Громов
- 1973 — Чиполлино — водитель поливальной машины
- 1974 — Георгий Седов — Владимир Визе
- 1975 — От зари до зари — Анатолий
- 1975 — Переходим к любви — Держикрай
- 1976 — Честное волшебное — Людоед
- 1983 — Люблю. Жду. Лена — Митя Соснов
- 1985 — Иван Бабушкин — Павел Павлович Энгельке
- 1985 — Багратион — эпизод
- 1986 — Обвиняется свадьба — гость, певец-пародист
- 1986 — Курьер — отец Ивана
- 1988 — Ёлки-палки — милиционер
- 1991 — Семьянин — эпизод
- 1993 — Сны — председательствующий министр